# Eupterote castanoptera
Eupterote castanoptera är en fjärilsart som beskrevs av Moore. Eupterote castanoptera ingår i släktet Eupterote och familjen Eupterotidae. Inga underarter finns listade i Catalogue of Life.